# Patrik Ligetvári
Patrik Ligetvári (* 13. Februar 1996 in Várpalota) ist ein ungarischer Handballspieler. Der 2,01 m große linke Rückraumspieler spielt seit 2020 für den ungarischen Erstligisten Telekom Veszprém und steht zudem im Aufgebot der ungarischen Nationalmannschaft.

## Karriere

### Verein
Patrik Ligetvári steht seit 2013 im Kader des ungarischen Erstligisten Telekom Veszprém (vormals MKB-MVM). Im selben Jahr wurde er zu Ungarns „Jugendhandballer des Jahres“ gewählt. In der Saison 2013/14 erzielte er seine ersten Tore in der ungarischen K&H Férfi Kézilabda Liga, die Veszprém auch gewann. Zudem kam er zu Einsätzen in der EHF Champions League. Ab 2014 wurde er für zwei Jahre an den Ligakonkurrenten Balatonfüredi KSE ausgeliehen. Zurück bei Veszprém wurde er 2017 wieder ungarischer Meister sowie 2017 und 2018 ungarischer Pokalsieger. In der Saison 2018/19 wurde der Rückraumspieler an den spanischen Erstligisten Ademar León ausgeliehen, mit dem er auch an der EHF Champions League 2018/19 teilnahm. In der Liga ASOBAL erzielte er 44 Tore in 24 Spielen. Auch in der folgenden Spielzeit lief er in der ersten spanischen Liga auf. Für CB Ciudad de Logroño warf er 47 Tore in 19 Partien und nahm am EHF-Pokal 2019/20 teil.
Seit 2020 ist Ligetvári wieder in Veszprém, wo er 2023, 2024 und 2025 die ungarische Meisterschaft, 2021, 2022, 2023 und 2024 den ungarischen Pokal, die SEHA-Liga sowie die Vereinsweltmeisterschaft 2024 gewann.

### Nationalmannschaft
Mit der ungarischen Jugendnationalmannschaft gewann Ligetvári bei der U-18-Europameisterschaft 2014 die Silbermedaille. Zusätzlich wurde er zum besten Defensivspieler des Turniers gekürt.
Mit der ungarischen A-Nationalmannschaft nahm er an den Europameisterschaften 2018 (14. Platz), 2020 (9. Platz) und 2022 (15. Platz) sowie den Weltmeisterschaften 2017 (7. Platz) und 2019 (10. Platz) teil. Bei der Weltmeisterschaft 2025 warf er vier Tore in sieben Spielen und belegte mit dem Team den 8. Platz.
Bisher bestritt er 121 Länderspiele, in denen er 93 Tore erzielte.